# 新·乃木坂明星誕生！
《新·乃木坂明星誕生！》（日语：／ Shin・nogizakasuta-tanjyou!）是2022年4月26日到2023年2月7日在日本電視台放送，為日本女子偶像團體乃木坂46所冠名的綜藝節目。

## 概要
乃木坂46的5期生挑戰過去由4期生參與的節目《乃木坂明星誕生！》，演唱「昭和歌謠」與「平成名曲」等熱門歌曲。節目由搞笑二人組「奧茲華爾德」擔任主持，這是他們首次與該節目合作。對5期生而言，這是她們首次出演的單獨常規節目。與由4期生主演的後半季《乃木坂明星誕生！2》相同，每集也會有少數早期的前輩成員參與演出。
播出結束後，未公開影像將一併以「新·乃木坂明星誕生！5期生的挑戰」為標題在Hulu上配信。
2023年2月7日，在節目的最終回結尾宣布將於4月重新開始。4月11日，乃木坂46官方網站公布節目將於4月25日以「超·乃木坂明星誕生！」為新標題播出，一樣由5期生出眼。

## 出演者

### 主持人
- 奧茲華爾德（日语：オズワルド (お笑いコンビ)）（畠中悠、伊藤俊介）[2]

### 常規演出
- 乃木坂46
  - 5期生：五百城茉央、池田瑛紗、一之瀨美空、井上和、菅原咲月、富里奈央、中西阿爾諾、岡本姬奈、小川彩、奧田伊呂波、川崎櫻[2]
- 前輩成員
  - 和田真彩、久保史緒里－第14集[6]
  - 金川紗耶－第14集[6]、第38集[7]、第39集[8]
  - 與田祐希－第15集[9]
  - 遠藤櫻－第15集[9]、第38集[7]、第39集[8]
  - 弓木奈於－第15集[9]、第39集[8]
  - 林瑠奈－第24集[10]、第38集[7]、第39集[8]
  - 柴田柚菜－第28集[11]、第38集[7]、第39集[8]
  - 伊藤理理杏 -第30集[12]
  - 中村麗乃－第33集[13]
  - 筒井彩萌－第35集[14]、第38集[7]、第39集[8]
  - 賀喜遙香、北川悠理、黑見明香、清宮玲、田村真佑、早川聖來、松尾美佑、矢久保美緒－第38集[7]、第39集[8]

### 各集來賓
- The Gospellers－第2集[15]
- 麻倉未稀－第3集[16]
- 武川行秀－第4集[17]
- 井上杏美－第5集[18]
- 武田鐵矢－第6集[19]
- 相川七瀨－第7集[20]
- 堀内孝雄－第8集[21]
- 八代亞紀－第9集[22]
- 高橋喬治－第10集[23]
- 馬場弘文－第11集[24]
- 莊野真代－第12集[25]
- Hitomi－第13集[26]
- Nana、Mina、Lina（MAX）－第16集[27]
- 渡瀨麻紀－第17集[28]
- 串田晃－第18集[29]
- 後藤真希－第19集[30]
- 澤田知可子－第20集[31]
- 杉山清贵－第21集[32]
- chay－第22集[33]
- YU-KI－第23集[34]
- 知念里奈－第25集[35]
- Sunplaza中野君（爆風狂熱）、Pappalā河合（爆風狂熱）－第26集[36]
- May J.－第27集[37]
- 藤本千秋－第29集[38]
- 立川俊之（大事MAN兄弟管弦樂團）－第31集[39]
- 中西圭三－第32集[40]
- 辛島美登里－第34集[41]
- 久寶留理子－第36集[42]
- 鶴久政治－第37集[43]
- Pekopa（日语：ぺこぱ）（成田秀平（日语：シュウペイ）、松陰寺太勇（日语：松陰寺太勇））－第38集[7]、第39集[8]

## 播放日程
| 集數 | 播出日期      | 內容 | 歌曲                           | 演唱成員                                                               | 備註     |
| ---- | ------------- | --- | ------------------------------ | ---------------------------------------------------------------------- | -------- |
| 1    | 2022年4月26日 | 超清新亮眼的5期生登場！井上演唱《Story》、 奧田＆池田合唱《OverDrive》、全員合唱《小小戀歌》                                                                                                   | Over Drive                     | 池田瑛紗、奧田伊呂波                                                   | [ 注 3 ] |
| 1    | 2022年4月26日 | 超清新亮眼的5期生登場！井上演唱《Story》、 奧田＆池田合唱《OverDrive》、全員合唱《小小戀歌》                                                                                                   | Story                          | 井上和                                                                 | [ 注 3 ] |
| 1    | 2022年4月26日 | 超清新亮眼的5期生登場！井上演唱《Story》、 奧田＆池田合唱《OverDrive》、全員合唱《小小戀歌》                                                                                                   | 小小戀歌                       | 5期生全員                                                              | [ 注 3 ] |
| 2    | 5月3日        | 井上與奧田首次挑戰與The Gospellers的無伴奏合唱！ 小川、菅原、富里合唱《搖擺不定的羅曼蒂克》、五百城演唱《絲》                                                                                  | 搖擺不定的羅曼蒂克             | 小川彩、菅原咲月、富里奈央                                             | [ 注 3 ] |
| 2    | 5月3日        | 井上與奧田首次挑戰與The Gospellers的無伴奏合唱！ 小川、菅原、富里合唱《搖擺不定的羅曼蒂克》、五百城演唱《絲》                                                                                  | 生命的别名/丝                  | 五百城茉央                                                             | [ 注 3 ] |
| 2    | 5月3日        | 井上與奧田首次挑戰與The Gospellers的無伴奏合唱！ 小川、菅原、富里合唱《搖擺不定的羅曼蒂克》、五百城演唱《絲》                                                                                  | 一個人                         | 井上和、The Gospellers                                                 | [ 注 3 ] |
| 2    | 5月3日        | 井上與奧田首次挑戰與The Gospellers的無伴奏合唱！ 小川、菅原、富里合唱《搖擺不定的羅曼蒂克》、五百城演唱《絲》                                                                                  | 若被溫柔包圍                   | 奧田伊呂波、The Gospellers                                             | [ 注 3 ] |
| 3    | 5月10日       | 麻倉未稀與菅原熱唱《HIRO》、奧田演唱《M》、 一之瀨、川崎、池田合唱《微笑回禮》、小川演唱《穿越時空的少女》                                                                                     | 微笑回禮                       | 一之瀨美空、川崎櫻、池田瑛紗                                           | [ 注 3 ] |
| 3    | 5月10日       | 麻倉未稀與菅原熱唱《HIRO》、奧田演唱《M》、 一之瀨、川崎、池田合唱《微笑回禮》、小川演唱《穿越時空的少女》                                                                                     | 穿越時空的少女                 | 小川彩                                                                 | [ 注 3 ] |
| 3    | 5月10日       | 麻倉未稀與菅原熱唱《HIRO》、奧田演唱《M》、 一之瀨、川崎、池田合唱《微笑回禮》、小川演唱《穿越時空的少女》                                                                                     | HI-RO HOLDING OUT FOR A HERO   | 菅原咲月、麻倉未稀                                                     | [ 注 3 ] |
| 3    | 5月10日       | 麻倉未稀與菅原熱唱《HIRO》、奧田演唱《M》、 一之瀨、川崎、池田合唱《微笑回禮》、小川演唱《穿越時空的少女》                                                                                     | Diamonds                       | 奧田伊呂波、麻倉未稀                                                   | [ 注 3 ] |
| 4    | 5月17日       | 武川行秀與池田演唱Godiego的《銀河鐵道999》、五百城演唱《Beautiful Name》、 菅原演唱《和你相遇真好》、一之瀨、小川、奧田合唱《SMILY》                                                           | SMILY/彈珠                     | 一之瀨美空、小川彩、奧田伊呂波                                         | [ 注 3 ] |
| 4    | 5月17日       | 武川行秀與池田演唱Godiego的《銀河鐵道999》、五百城演唱《Beautiful Name》、 菅原演唱《和你相遇真好》、一之瀨、小川、奧田合唱《SMILY》                                                           | 和你相遇真好                   | 菅原咲月                                                               | [ 注 3 ] |
| 4    | 5月17日       | 武川行秀與池田演唱Godiego的《銀河鐵道999》、五百城演唱《Beautiful Name》、 菅原演唱《和你相遇真好》、一之瀨、小川、奧田合唱《SMILY》                                                           | 銀河鐵道999                    | 池田瑛紗、畠中悠、武川行秀                                             | [ 注 3 ] |
| 4    | 5月17日       | 武川行秀與池田演唱Godiego的《銀河鐵道999》、五百城演唱《Beautiful Name》、 菅原演唱《和你相遇真好》、一之瀨、小川、奧田合唱《SMILY》                                                           | Beautiful Name                 | 五百城茉央、武川行秀                                                   | [ 注 3 ] |
| 5    | 5月24日       | 吉卜力名曲SP！ 小川與井上杏美本人合唱《鄰家的龍貓》、一之瀨、奧田、川崎合唱《散步》、 池田演唱《口紅的傳言》、井上演唱《風之谷的娜烏西卡》、菅原與富里合唱《崖上的波妞》、五百城演唱《飛行雲》 | 口紅的傳言                     | 池田瑛紗                                                               | [ 注 3 ] |
| 5    | 5月24日       | 吉卜力名曲SP！ 小川與井上杏美本人合唱《鄰家的龍貓》、一之瀨、奧田、川崎合唱《散步》、 池田演唱《口紅的傳言》、井上演唱《風之谷的娜烏西卡》、菅原與富里合唱《崖上的波妞》、五百城演唱《飛行雲》 | 崖上的波妞                     | 菅原咲月、富里奈央                                                     | [ 注 3 ] |
| 5    | 5月24日       | 吉卜力名曲SP！ 小川與井上杏美本人合唱《鄰家的龍貓》、一之瀨、奧田、川崎合唱《散步》、 池田演唱《口紅的傳言》、井上演唱《風之谷的娜烏西卡》、菅原與富里合唱《崖上的波妞》、五百城演唱《飛行雲》 | 飛行雲                         | 五百城茉央                                                             | [ 注 3 ] |
| 5    | 5月24日       | 吉卜力名曲SP！ 小川與井上杏美本人合唱《鄰家的龍貓》、一之瀨、奧田、川崎合唱《散步》、 池田演唱《口紅的傳言》、井上演唱《風之谷的娜烏西卡》、菅原與富里合唱《崖上的波妞》、五百城演唱《飛行雲》 | 風之谷的娜烏西卡               | 井上和                                                                 | [ 注 3 ] |
| 5    | 5月24日       | 吉卜力名曲SP！ 小川與井上杏美本人合唱《鄰家的龍貓》、一之瀨、奧田、川崎合唱《散步》、 池田演唱《口紅的傳言》、井上演唱《風之谷的娜烏西卡》、菅原與富里合唱《崖上的波妞》、五百城演唱《飛行雲》 | 鄰家的龍貓                     | 小川彩、井上杏美                                                       | [ 注 3 ] |
| 5    | 5月24日       | 吉卜力名曲SP！ 小川與井上杏美本人合唱《鄰家的龍貓》、一之瀨、奧田、川崎合唱《散步》、 池田演唱《口紅的傳言》、井上演唱《風之谷的娜烏西卡》、菅原與富里合唱《崖上的波妞》、五百城演唱《飛行雲》 | 散步                           | 一之瀨美空、奧田伊呂波、川崎櫻、井上杏美                               | [ 注 3 ] |
| 6    | 5月31日       | 武田鐵矢與奧田、菅原合唱《贈言》、中西演唱《First Love》、 五百城演唱《讓我們再度擁有那美好》、一之瀨、井上、岡本、小川合唱《Ride on Time》                                                    | First Love                     | 中西阿爾諾                                                             |          |
| 6    | 5月31日       | 武田鐵矢與奧田、菅原合唱《贈言》、中西演唱《First Love》、 五百城演唱《讓我們再度擁有那美好》、一之瀨、井上、岡本、小川合唱《Ride on Time》                                                    | Ride on time                   | 一之瀨美空、井上和、岡本姬奈、小川彩                                   |          |
| 6    | 5月31日       | 武田鐵矢與奧田、菅原合唱《贈言》、中西演唱《First Love》、 五百城演唱《讓我們再度擁有那美好》、一之瀨、井上、岡本、小川合唱《Ride on Time》                                                    | 賑言                           | 菅原咲月、奧田伊呂波、武田鐵矢                                         |          |
| 6    | 5月31日       | 武田鐵矢與奧田、菅原合唱《贈言》、中西演唱《First Love》、 五百城演唱《讓我們再度擁有那美好》、一之瀨、井上、岡本、小川合唱《Ride on Time》                                                    | 讓我們再度擁有那美好           | 五百城茉央、武田鐵矢                                                   |          |
| 7    | 6月7日        | 相川七瀨與井上合唱《戀心》、中西演唱《六本木心中》、 五百城與岡本合唱《愛之歌》、奧田、川崎、富里合唱《明日也》                                                                                | 明天也                         | 奧田伊呂波、川崎櫻、富里奈央                                           |          |
| 7    | 6月7日        | 相川七瀨與井上合唱《戀心》、中西演唱《六本木心中》、 五百城與岡本合唱《愛之歌》、奧田、川崎、富里合唱《明日也》                                                                                | 愛之歌                         | 五百城茉央、岡本姬奈                                                   |          |
| 7    | 6月7日        | 相川七瀨與井上合唱《戀心》、中西演唱《六本木心中》、 五百城與岡本合唱《愛之歌》、奧田、川崎、富里合唱《明日也》                                                                                | 戀心                           | 井上和、相川七瀨                                                       |          |
| 7    | 6月7日        | 相川七瀨與井上合唱《戀心》、中西演唱《六本木心中》、 五百城與岡本合唱《愛之歌》、奧田、川崎、富里合唱《明日也》                                                                                | 六本木心中                     | 中西阿爾諾、相川七瀨                                                   |          |
| 8    | 6月14日       | Alice的堀內孝雄與奧田合唱《遠方傳來汽笛聲》、池田與菅原合唱《你那雙眼有一萬伏特》、 小川演唱《彷如相逢時》、一之瀨、岡本、富里合唱《以心電信》                                                 | 彷如相逢時                     | 小川彩                                                                 |          |
| 8    | 6月14日       | Alice的堀內孝雄與奧田合唱《遠方傳來汽笛聲》、池田與菅原合唱《你那雙眼有一萬伏特》、 小川演唱《彷如相逢時》、一之瀨、岡本、富里合唱《以心電信》                                                 | 以心電信                       | 一之瀨美空、岡本姬奈、富里奈央                                         |          |
| 8    | 6月14日       | Alice的堀內孝雄與奧田合唱《遠方傳來汽笛聲》、池田與菅原合唱《你那雙眼有一萬伏特》、 小川演唱《彷如相逢時》、一之瀨、岡本、富里合唱《以心電信》                                                 | 你那雙眼睛有10000伏特          | 池田瑛紗、菅原咲月、堀內孝雄                                           |          |
| 8    | 6月14日       | Alice的堀內孝雄與奧田合唱《遠方傳來汽笛聲》、池田與菅原合唱《你那雙眼有一萬伏特》、 小川演唱《彷如相逢時》、一之瀨、岡本、富里合唱《以心電信》                                                 | 遠方傳來汽笛聲                 | 奧田伊呂波、堀內孝雄                                                   |          |
| 9    | 6月21日       | 八代亞紀與池田合唱《雨中的相思情》、菅原演唱《喝采》、 小川演唱《如同初次相遇時》、一之瀨與川崎合唱《這是我的生存之道》                                                                        | Blue Velvet                    | 井上和、小川彩、奧田伊呂波                                             |          |
| 9    | 6月21日       | 八代亞紀與池田合唱《雨中的相思情》、菅原演唱《喝采》、 小川演唱《如同初次相遇時》、一之瀨與川崎合唱《這是我的生存之道》                                                                        | 這是我的生存之道               | 一之瀨美空、川崎櫻                                                     |          |
| 9    | 6月21日       | 八代亞紀與池田合唱《雨中的相思情》、菅原演唱《喝采》、 小川演唱《如同初次相遇時》、一之瀨與川崎合唱《這是我的生存之道》                                                                        | 雨中的相思情                   | 池田瑛紗、八代亞紀                                                     |          |
| 9    | 6月21日       | 八代亞紀與池田合唱《雨中的相思情》、菅原演唱《喝采》、 小川演唱《如同初次相遇時》、一之瀨與川崎合唱《這是我的生存之道》                                                                        | 喝采                           | 菅原咲月、八代亞紀                                                     |          |
| 10   | 6月28日       | 高橋喬治與奧田、五百城合唱《路》、富里演唱《感謝》、 一之瀨、小川、川崎合唱《TRAIN-TRAIN》 | TRAIN-TRAIN                    | 一之瀨美空、小川彩、川崎櫻                                             | [ 注 5 ] |
| 10   | 6月28日       | 高橋喬治與奧田、五百城合唱《路》、富里演唱《感謝》、 一之瀨、小川、川崎合唱《TRAIN-TRAIN》 | 感謝                           | 富里奈央                                                               | [ 注 5 ] |
| 10   | 6月28日       | 高橋喬治與奧田、五百城合唱《路》、富里演唱《感謝》、 一之瀨、小川、川崎合唱《TRAIN-TRAIN》 | 路                             | 五百城茉央、奧田伊呂波、高橋喬治                                       | [ 注 5 ] |
| 10   | 6月28日       | 高橋喬治與奧田、五百城合唱《路》、富里演唱《感謝》、 一之瀨、小川、川崎合唱《TRAIN-TRAIN》 | FUNKY MONKEY BABYS             | 池田瑛紗、井上和、岡本姬奈、高橋喬治                                   | [ 注 5 ] |
| 11   | 7月5日        | 馬場弘文與小川合唱《讓我們再看一次「草莓白書」》、岡本、奧田、菅原合唱《巡遊海岬》、 中西演唱《就在這裡親吻我。》、五百城與冨里合唱《愛不停止 〜Turn it into love〜》                          | 在這裡接吻                     | 中西阿爾諾                                                             |          |
| 11   | 7月5日        | 馬場弘文與小川合唱《讓我們再看一次「草莓白書」》、岡本、奧田、菅原合唱《巡遊海岬》、 中西演唱《就在這裡親吻我。》、五百城與冨里合唱《愛不停止 〜Turn it into love〜》                          | 愛不停止 〜Turn it into love〜 | 五百城茉央、富里奈央                                                   |          |
| 11   | 7月5日        | 馬場弘文與小川合唱《讓我們再看一次「草莓白書」》、岡本、奧田、菅原合唱《巡遊海岬》、 中西演唱《就在這裡親吻我。》、五百城與冨里合唱《愛不停止 〜Turn it into love〜》                          | 讓我們再看一次「草莓白書」     | 小川彩、馬場弘文                                                       |          |
| 11   | 7月5日        | 馬場弘文與小川合唱《讓我們再看一次「草莓白書」》、岡本、奧田、菅原合唱《巡遊海岬》、 中西演唱《就在這裡親吻我。》、五百城與冨里合唱《愛不停止 〜Turn it into love〜》                          | 巡遊海岬                       | 岡本姬奈、奧田伊呂波、菅原咲月、畠中悠、馬場弘文                       |          |
| 12   | 7月12日       | 莊野真代與井上合唱《飛向伊斯坦堡》、五百城演唱《夏末的和聲》、 中西演唱《輕閉雙眼》、一之瀨與奧田合唱《夏色》                                                                                  | 夏色                           | 一之瀨美空、奧田伊呂波                                                 |          |
| 12   | 7月12日       | 莊野真代與井上合唱《飛向伊斯坦堡》、五百城演唱《夏末的和聲》、 中西演唱《輕閉雙眼》、一之瀨與奧田合唱《夏色》                                                                                  | 轻闭双眼                       | 中西阿爾諾                                                             |          |
| 12   | 7月12日       | 莊野真代與井上合唱《飛向伊斯坦堡》、五百城演唱《夏末的和聲》、 中西演唱《輕閉雙眼》、一之瀨與奧田合唱《夏色》                                                                                  | 飛向伊斯坦堡                   | 池田瑛紗、井上和、莊野真代                                             |          |
| 12   | 7月12日       | 莊野真代與井上合唱《飛向伊斯坦堡》、五百城演唱《夏末的和聲》、 中西演唱《輕閉雙眼》、一之瀨與奧田合唱《夏色》                                                                                  | 夏末的和聲／我孝吶喊           | 五百城茉央、莊野真代                                                   |          |
| 13   | 7月19日       | hitomi與一之瀨、小川合唱《LOVE2000》、菅原演唱《畢業》、 川崎演唱《紅色的麝香豌豆》、池田、井上、富里、中西合唱《Sunny Day Sunday》                                                            | Sunny Day Sunday               | 池田瑛紗、井上和、中西阿爾諾、富里奈央                                 |          |
| 13   | 7月19日       | hitomi與一之瀨、小川合唱《LOVE2000》、菅原演唱《畢業》、 川崎演唱《紅色的麝香豌豆》、池田、井上、富里、中西合唱《Sunny Day Sunday》                                                            | 紅色的麝香豌豆                 | 川崎櫻                                                                 |          |
| 13   | 7月19日       | hitomi與一之瀨、小川合唱《LOVE2000》、菅原演唱《畢業》、 川崎演唱《紅色的麝香豌豆》、池田、井上、富里、中西合唱《Sunny Day Sunday》                                                            | LOVE 2000                      | 一之瀨美空、小川彩、hitimi                                             |          |
| 13   | 7月19日       | hitomi與一之瀨、小川合唱《LOVE2000》、菅原演唱《畢業》、 川崎演唱《紅色的麝香豌豆》、池田、井上、富里、中西合唱《Sunny Day Sunday》                                                            | 畢業                           | 菅原咲月、hitomi                                                       |          |
| 14   | 7月26日       | 前輩成員登場！金川與菅原合唱《LOVE LOVE LOVE》、和田演唱《Music Hour》、 久保與小川合唱《只是，謝謝你》、全員合唱《搖滾縣廳所在地》                                                            | LOVE LOVE LOVE/暴風雨來襲      | 金川紗耶、菅原咲月                                                     | [ 注 6 ] |
| 14   | 7月26日       | 前輩成員登場！金川與菅原合唱《LOVE LOVE LOVE》、和田演唱《Music Hour》、 久保與小川合唱《只是，謝謝你》、全員合唱《搖滾縣廳所在地》                                                            | Music Hour                     | 和田真彩、岡本姬奈、川崎櫻                                             | [ 注 6 ] |
| 14   | 7月26日       | 前輩成員登場！金川與菅原合唱《LOVE LOVE LOVE》、和田演唱《Music Hour》、 久保與小川合唱《只是，謝謝你》、全員合唱《搖滾縣廳所在地》                                                            | 只是，謝謝你                   | 久保史緒里、小川彩                                                     | [ 注 6 ] |
| 14   | 7月26日       | 前輩成員登場！金川與菅原合唱《LOVE LOVE LOVE》、和田演唱《Music Hour》、 久保與小川合唱《只是，謝謝你》、全員合唱《搖滾縣廳所在地》                                                            | 搖滾縣廳所在地                 | 出演者全員                                                             | [ 注 6 ] |
| 15   | 8月2日        | 前輩成員與田、遠藤、弓木登場！弓木、池田、井上合唱《Butterfly》、 與田、一之瀨、奧田合唱《Good-bye days》、遠藤、五百城合唱《我的聲音》、全員合唱《我們出發旅行的理由》                        | Butterfly                      | 弓木奈於、池田瑛紗、井上和                                             | [ 注 7 ] |
| 15   | 8月2日        | 前輩成員與田、遠藤、弓木登場！弓木、池田、井上合唱《Butterfly》、 與田、一之瀨、奧田合唱《Good-bye days》、遠藤、五百城合唱《我的聲音》、全員合唱《我們出發旅行的理由》                        | Good-bye days                  | 與田祐希、一之瀨美空、奧田伊呂波                                       | [ 注 7 ] |
| 15   | 8月2日        | 前輩成員與田、遠藤、弓木登場！弓木、池田、井上合唱《Butterfly》、 與田、一之瀨、奧田合唱《Good-bye days》、遠藤、五百城合唱《我的聲音》、全員合唱《我們出發旅行的理由》                        | 我的声音                       | 遠藤櫻、五百城茉央                                                     | [ 注 7 ] |
| 15   | 8月2日        | 前輩成員與田、遠藤、弓木登場！弓木、池田、井上合唱《Butterfly》、 與田、一之瀨、奧田合唱《Good-bye days》、遠藤、五百城合唱《我的聲音》、全員合唱《我們出發旅行的理由》                        | 我們出發旅行的理由             | 出演者全員                                                             | [ 注 7 ] |
| 16   | 8月9日        | MAX與井上、一之瀨、岡本、小川合唱《Give me a shake》、中西演唱《六本木純情派》、 奧田演唱《純愛狂詩曲》、五百城、菅原、富里合唱《太陽的季節》                                                  | 太陽的季節                     | 五百城茉央、菅原咲月、富里奈央                                         |          |
| 16   | 8月9日        | MAX與井上、一之瀨、岡本、小川合唱《Give me a shake》、中西演唱《六本木純情派》、 奧田演唱《純愛狂詩曲》、五百城、菅原、富里合唱《太陽的季節》                                                  | 純愛狂詩曲                     | 奧田伊呂波                                                             |          |
| 16   | 8月9日        | MAX與井上、一之瀨、岡本、小川合唱《Give me a shake》、中西演唱《六本木純情派》、 奧田演唱《純愛狂詩曲》、五百城、菅原、富里合唱《太陽的季節》                                                  | Give me a Shake                | 一之瀨美空、井上和、岡本姬奈、小川彩、MAX                              |          |
| 16   | 8月9日        | MAX與井上、一之瀨、岡本、小川合唱《Give me a shake》、中西演唱《六本木純情派》、 奧田演唱《純愛狂詩曲》、五百城、菅原、富里合唱《太陽的季節》                                                  | 六本木純情派                   | 中西阿爾諾、MAX                                                        |          |
| 17   | 8月16日       | 渡瀨麻紀與五百城、一之瀨、岡本、奧田、中西合唱《BELIEVE IN LOVE〉》與《馬上親吻我》、 池田、小川、川崎、富里合唱《消防隊的人》 、井上與菅原合唱《戀愛假期》、全員合唱《Carmen '77》            | 消防隊的人                     | 池田瑛紗、小川彩、川崎櫻、富里奈央                                     |          |
| 17   | 8月16日       | 渡瀨麻紀與五百城、一之瀨、岡本、奧田、中西合唱《BELIEVE IN LOVE〉》與《馬上親吻我》、 池田、小川、川崎、富里合唱《消防隊的人》 、井上與菅原合唱《戀愛假期》、全員合唱《Carmen '77》            | 戀愛假期                       | 井上和、菅原咲月                                                       |          |
| 17   | 8月16日       | 渡瀨麻紀與五百城、一之瀨、岡本、奧田、中西合唱《BELIEVE IN LOVE〉》與《馬上親吻我》、 池田、小川、川崎、富里合唱《消防隊的人》 、井上與菅原合唱《戀愛假期》、全員合唱《Carmen '77》            | BELIEVE IN LOVE                | 五百城茉央、一之瀨美空、奧田伊呂波、岡本姬奈、中西阿爾諾、渡瀨麻紀     |          |
| 17   | 8月16日       | 渡瀨麻紀與五百城、一之瀨、岡本、奧田、中西合唱《BELIEVE IN LOVE〉》與《馬上親吻我》、 池田、小川、川崎、富里合唱《消防隊的人》 、井上與菅原合唱《戀愛假期》、全員合唱《Carmen '77》            | 馬上親吻我                     | 五百城茉央、一之瀨美空、奧田伊呂波、岡本姬奈、中西阿爾諾、渡瀨麻紀     |          |
| 17   | 8月16日       | 渡瀨麻紀與五百城、一之瀨、岡本、奧田、中西合唱《BELIEVE IN LOVE〉》與《馬上親吻我》、 池田、小川、川崎、富里合唱《消防隊的人》 、井上與菅原合唱《戀愛假期》、全員合唱《Carmen '77》            | Carmen '77                     | 5期生全員、渡瀨麻紀                                                    |          |
| 18   | 8月23日       | 動畫歌曲特輯！ 串田晃與井上和合唱《拜託了肌肉君》、池田、一之瀨、中西合唱《晴天愉快》、 岡本、小川、奧田、川崎、富里合唱《輕飄飄時間》、五百城與菅原合唱《Connect》                            | 輕飄飄時間                     | 岡本姬奈、小川彩、奧田伊呂波、川崎櫻、富里奈央                         |          |
| 18   | 8月23日       | 動畫歌曲特輯！ 串田晃與井上和合唱《拜託了肌肉君》、池田、一之瀨、中西合唱《晴天愉快》、 岡本、小川、奧田、川崎、富里合唱《輕飄飄時間》、五百城與菅原合唱《Connect》                            | 微笑的炸彈                     | 井上和                                                                 |          |
| 18   | 8月23日       | 動畫歌曲特輯！ 串田晃與井上和合唱《拜託了肌肉君》、池田、一之瀨、中西合唱《晴天愉快》、 岡本、小川、奧田、川崎、富里合唱《輕飄飄時間》、五百城與菅原合唱《Connect》                            | Connect                        | 五百城茉央、菅原咲月                                                   |          |
| 18   | 8月23日       | 動畫歌曲特輯！ 串田晃與井上和合唱《拜託了肌肉君》、池田、一之瀨、中西合唱《晴天愉快》、 岡本、小川、奧田、川崎、富里合唱《輕飄飄時間》、五百城與菅原合唱《Connect》                            | 晴天愉快                       | 池田瑛紗、一之瀨美空、中西阿爾諾                                       |          |
| 18   | 8月23日       | 動畫歌曲特輯！ 串田晃與井上和合唱《拜託了肌肉君》、池田、一之瀨、中西合唱《晴天愉快》、 岡本、小川、奧田、川崎、富里合唱《輕飄飄時間》、五百城與菅原合唱《Connect》                            | 肌肉人Go Fight!                | 5期生全員、串田晃                                                      |          |
| 18   | 8月23日       | 動畫歌曲特輯！ 串田晃與井上和合唱《拜託了肌肉君》、池田、一之瀨、中西合唱《晴天愉快》、 岡本、小川、奧田、川崎、富里合唱《輕飄飄時間》、五百城與菅原合唱《Connect》                            | 拜託了肌肉君                   | 井上和、串田晃                                                         |          |
| 19   | 8月30日       | 後藤真希與奧田、富里、小川、川崎合唱《Mr. Moonlight ～愛的Big Band～》、 後藤與岡本、菅原合唱《BABY！戀愛KNOCK OUT！》、後藤與五百城合唱《狡猾的女人》、池田、井上、一之瀨合唱《初戀汽水》     | 初戀汽水 / DEEP MIND           | 池田瑛紗、井上和、一之瀨美空                                           |          |
| 19   | 8月30日       | 後藤真希與奧田、富里、小川、川崎合唱《Mr. Moonlight ～愛的Big Band～》、 後藤與岡本、菅原合唱《BABY！戀愛KNOCK OUT！》、後藤與五百城合唱《狡猾的女人》、池田、井上、一之瀨合唱《初戀汽水》     | Mr. Moonlight ～愛的Big Band～ | 奧田伊呂波、富里奈央、小川彩、川崎櫻、後藤真希                         |          |
| 19   | 8月30日       | 後藤真希與奧田、富里、小川、川崎合唱《Mr. Moonlight ～愛的Big Band～》、 後藤與岡本、菅原合唱《BABY！戀愛KNOCK OUT！》、後藤與五百城合唱《狡猾的女人》、池田、井上、一之瀨合唱《初戀汽水》     | BABY! 戀愛KNOCK OUT!           | 岡本姬奈、菅原咲月、後藤真希                                           |          |
| 19   | 8月30日       | 後藤真希與奧田、富里、小川、川崎合唱《Mr. Moonlight ～愛的Big Band～》、 後藤與岡本、菅原合唱《BABY！戀愛KNOCK OUT！》、後藤與五百城合唱《狡猾的女人》、池田、井上、一之瀨合唱《初戀汽水》     | 狡猾的女人                     | 五百城茉央、後藤真希                                                   |          |
| 20   | 9月6日        | 澤田知可子與中西合唱《好想見你》、五百城演唱《少年時代》、 井上演唱《眼淚不是裝飾品》、岡本、川崎、菅原、富里合唱《破浪強尼》                                                                  | 破浪強尼                       | 岡本姬奈、川崎櫻、菅原咲月、富里奈央                                   |          |
| 20   | 9月6日        | 澤田知可子與中西合唱《好想見你》、五百城演唱《少年時代》、 井上演唱《眼淚不是裝飾品》、岡本、川崎、菅原、富里合唱《破浪強尼》                                                                  | 眼淚不是裝飾品                 | 井上和                                                                 |          |
| 20   | 9月6日        | 澤田知可子與中西合唱《好想見你》、五百城演唱《少年時代》、 井上演唱《眼淚不是裝飾品》、岡本、川崎、菅原、富里合唱《破浪強尼》                                                                  | 好想見你                       | 中西阿爾諾、澤田知可子                                                 |          |
| 20   | 9月6日        | 澤田知可子與中西合唱《好想見你》、五百城演唱《少年時代》、 井上演唱《眼淚不是裝飾品》、岡本、川崎、菅原、富里合唱《破浪強尼》                                                                  | 少年時代                       | 五百城茉央、澤田知可子                                                 |          |
| 21   | 9月13日       | 杉山清貴登場！與中西合唱《告別海洋》、與小川合唱《午夜之門》、 五百城與井上合唱《secret base ～你給我的東西～》                                                                                | secret base ～你給我的東西～   | 五百城茉央、井上和                                                     |          |
| 21   | 9月13日       | 杉山清貴登場！與中西合唱《告別海洋》、與小川合唱《午夜之門》、 五百城與井上合唱《secret base ～你給我的東西～》                                                                                | 告別海洋                       | 中西阿爾諾、杉山清貴                                                   |          |
| 21   | 9月13日       | 杉山清貴登場！與中西合唱《告別海洋》、與小川合唱《午夜之門》、 五百城與井上合唱《secret base ～你給我的東西～》                                                                                | 午夜之門～Stay With Me         | 小川彩、杉山清貴                                                       |          |
| 22   | 9月20日       | Chay與小川、奧田合唱《我試著愛上了你》、池田、川崎合唱《親吻要對準眼睛！》、 一之瀨演唱《星象儀》、五百城、井上、富里、中西合唱《我想化作清風》                                                | 星象儀                         | 一之瀨美空                                                             |          |
| 22   | 9月20日       | Chay與小川、奧田合唱《我試著愛上了你》、池田、川崎合唱《親吻要對準眼睛！》、 一之瀨演唱《星象儀》、五百城、井上、富里、中西合唱《我想化作清風》                                                | 我試著愛上了你                 | 小川彩、奧田伊呂波、Chay                                               |          |
| 22   | 9月20日       | Chay與小川、奧田合唱《我試著愛上了你》、池田、川崎合唱《親吻要對準眼睛！》、 一之瀨演唱《星象儀》、五百城、井上、富里、中西合唱《我想化作清風》                                                | 親吻要對準眼睛                 | 池田瑛紗、川崎櫻、Chay                                                 |          |
| 22   | 9月20日       | Chay與小川、奧田合唱《我試著愛上了你》、池田、川崎合唱《親吻要對準眼睛！》、 一之瀨演唱《星象儀》、五百城、井上、富里、中西合唱《我想化作清風》                                                | 我想化作清風                   | 五百城茉央、井上和、富里奈央、中西阿爾諾、畠中悠                       |          |
| 23   | 9月27日       | YU-KI登場！與一之瀨、小川、菅原合唱《masquerade》、《EZ DO DANCE》、 井上與中西合唱《My Revolution》、五百城與奧田合唱《藍色長椅》                                                             | 藍色長椅                       | 五百城茉央、奧田伊呂波                                                 |          |
| 23   | 9月27日       | YU-KI登場！與一之瀨、小川、菅原合唱《masquerade》、《EZ DO DANCE》、 井上與中西合唱《My Revolution》、五百城與奧田合唱《藍色長椅》                                                             | EZ DO DANCE                    | 一之瀨美空、小川彩、菅原咲月、YU-KI                                    |          |
| 23   | 9月27日       | YU-KI登場！與一之瀨、小川、菅原合唱《masquerade》、《EZ DO DANCE》、 井上與中西合唱《My Revolution》、五百城與奧田合唱《藍色長椅》                                                             | masquerade                     | 一之瀨美空、小川彩、菅原咲月、YU-KI                                    |          |
| 23   | 9月27日       | YU-KI登場！與一之瀨、小川、菅原合唱《masquerade》、《EZ DO DANCE》、 井上與中西合唱《My Revolution》、五百城與奧田合唱《藍色長椅》                                                             | My Revolution                  | 中西阿爾諾、井上和、YU-KI                                              |          |
| 24   | 10月4日       | 點播歌曲SP！4期生林首次登場！池田與小川合唱《雀斑》、 菅原演唱《慟哭》、一之瀨、川崎、中西合唱《SWEET 19 BLUES》、全員合唱《祝福給你》                                                         | 慟哭                           | 菅原咲月                                                               |          |
| 24   | 10月4日       | 點播歌曲SP！4期生林首次登場！池田與小川合唱《雀斑》、 菅原演唱《慟哭》、一之瀨、川崎、中西合唱《SWEET 19 BLUES》、全員合唱《祝福給你》                                                         | SWEET 19 BLUES                 | 一之瀨美空、中西阿爾諾、川崎櫻                                         |          |
| 24   | 10月4日       | 點播歌曲SP！4期生林首次登場！池田與小川合唱《雀斑》、 菅原演唱《慟哭》、一之瀨、川崎、中西合唱《SWEET 19 BLUES》、全員合唱《祝福給你》                                                         | 雀斑                           | 池田瑛紗、小川彩、林瑠奈                                               |          |
| 24   | 10月4日       | 點播歌曲SP！4期生林首次登場！池田與小川合唱《雀斑》、 菅原演唱《慟哭》、一之瀨、川崎、中西合唱《SWEET 19 BLUES》、全員合唱《祝福給你》                                                         | 祝福給你                       | 出演者全員                                                             |          |
| 25   | 10月11日      | 中西首次在電視上演唱！《I LOVE YOU》、知念里奈登場！與小川合唱《Wing》、 五百城與井上合唱《LOVE BRACE》、岡本、奧田、富里合唱《年輕人的一切》                                                  | 年輕人的一切                   | 岡本姬奈、奧田伊呂波、富里奈央                                         |          |
| 25   | 10月11日      | 中西首次在電視上演唱！《I LOVE YOU》、知念里奈登場！與小川合唱《Wing》、 五百城與井上合唱《LOVE BRACE》、岡本、奧田、富里合唱《年輕人的一切》                                                  | I LOVE YOU                     | 中西阿爾諾                                                             |          |
| 25   | 10月11日      | 中西首次在電視上演唱！《I LOVE YOU》、知念里奈登場！與小川合唱《Wing》、 五百城與井上合唱《LOVE BRACE》、岡本、奧田、富里合唱《年輕人的一切》                                                  | Wing                           | 小川彩、知念里奈                                                       |          |
| 25   | 10月11日      | 中西首次在電視上演唱！《I LOVE YOU》、知念里奈登場！與小川合唱《Wing》、 五百城與井上合唱《LOVE BRACE》、岡本、奧田、富里合唱《年輕人的一切》                                                  | LOVE BRACE                     | 五敗成末央、井上和、知念里奈                                           |          |
| 26   | 10月18日      | 爆風狂熱的Sunplaza中野君、Pappalā河合登場！中西合唱《板情歌》、 岡本與池田合唱《Resort Lovers（渡假戀人）》、奧田演唱《點描之歌》                                                              | 點描之歌                       | 奧田伊呂波                                                             |          |
| 26   | 10月18日      | 爆風狂熱的Sunplaza中野君、Pappalā河合登場！中西合唱《板情歌》、 岡本與池田合唱《Resort Lovers（渡假戀人）》、奧田演唱《點描之歌》                                                              | Resort Lovers（渡假戀人）      | 池田瑛紗、岡本姬奈、爆風狂熱                                           |          |
| 26   | 10月18日      | 爆風狂熱的Sunplaza中野君、Pappalā河合登場！中西合唱《板情歌》、 岡本與池田合唱《Resort Lovers（渡假戀人）》、奧田演唱《點描之歌》                                                              | 板情歌                         | 中西阿爾諾、爆風狂熱                                                   |          |
| 27   | 10月25日      | May J. 登場！與井上合唱《RIDE ON TIME》、一之瀨、五百城、小川合唱《Garden》、 岡本演唱《比世界上任何人》、一之瀨與奧田合唱《全力少女》                                                         | 全力少年                       | 一之瀨美空、奧田伊呂波                                                 |          |
| 27   | 10月25日      | May J. 登場！與井上合唱《RIDE ON TIME》、一之瀨、五百城、小川合唱《Garden》、 岡本演唱《比世界上任何人》、一之瀨與奧田合唱《全力少女》                                                         | 比世界上任何人                 | 岡本姬奈                                                               |          |
| 27   | 10月25日      | May J. 登場！與井上合唱《RIDE ON TIME》、一之瀨、五百城、小川合唱《Garden》、 岡本演唱《比世界上任何人》、一之瀨與奧田合唱《全力少女》                                                         | RIDE ON TIME                   | 井上和、May J.                                                         |          |
| 27   | 10月25日      | May J. 登場！與井上合唱《RIDE ON TIME》、一之瀨、五百城、小川合唱《Garden》、 岡本演唱《比世界上任何人》、一之瀨與奧田合唱《全力少女》                                                         | Garden                         | 一之瀨美空、五百城茉央、小川彩、May J.                                 |          |
| 28   | 11月1日       | 萬聖節變裝SP！4期生柴田柚菜與一之瀨合唱《開心！快樂！最喜歡！》、 井上演唱《殘酷天使的行動綱領》、奧田、小川、中西、富里合唱《One Night Carnival》、全員合唱《就是要有幹勁！》                 | One Night Carnival             | 奧田伊呂波、小川彩、中西阿爾諾、富里奈央                               |          |
| 28   | 11月1日       | 萬聖節變裝SP！4期生柴田柚菜與一之瀨合唱《開心！快樂！最喜歡！》、 井上演唱《殘酷天使的行動綱領》、奧田、小川、中西、富里合唱《One Night Carnival》、全員合唱《就是要有幹勁！》                 | 残酷天使的行动纲领             | 井上和                                                                 |          |
| 28   | 11月1日       | 萬聖節變裝SP！4期生柴田柚菜與一之瀨合唱《開心！快樂！最喜歡！》、 井上演唱《殘酷天使的行動綱領》、奧田、小川、中西、富里合唱《One Night Carnival》、全員合唱《就是要有幹勁！》                 | 開心！快樂！最喜歡！           | 一之瀨美空、柴田柚菜                                                   |          |
| 28   | 11月1日       | 萬聖節變裝SP！4期生柴田柚菜與一之瀨合唱《開心！快樂！最喜歡！》、 井上演唱《殘酷天使的行動綱領》、奧田、小川、中西、富里合唱《One Night Carnival》、全員合唱《就是要有幹勁！》                 | 就是要有幹勁！！               | 出演者全員                                                             |          |
| 29   | 11月8日       | 千秋登場！小川與菅原合唱《YELLOW YELLOW HAPPY》、井上演唱《羅曼史之神》、 池田與愉快的夥伴們合唱《請讓我搭乘時光機》                                                                           | 讓我搭乘時光機                 | 池田瑛紗、愉快的夥伴                                                   |          |
| 29   | 11月8日       | 千秋登場！小川與菅原合唱《YELLOW YELLOW HAPPY》、井上演唱《羅曼史之神》、 池田與愉快的夥伴們合唱《請讓我搭乘時光機》                                                                           | YELLOW YELLOW HAPPY            | 小川彩、菅原咲月、千秋                                                 |          |
| 29   | 11月8日       | 千秋登場！小川與菅原合唱《YELLOW YELLOW HAPPY》、井上演唱《羅曼史之神》、 池田與愉快的夥伴們合唱《請讓我搭乘時光機》                                                                           | 羅曼史之神                     | 井上和、千秋                                                           |          |
| 30   | 11月15日      | 秋季名曲SP！3期生伊藤理理杏與五百城合唱《Mix Nights》、中西與奧田合唱《秋櫻》、 小川演唱《風起》、全員合唱《茜色的約定》                                                                       | 風起                           | 小川彩                                                                 |          |
| 30   | 11月15日      | 秋季名曲SP！3期生伊藤理理杏與五百城合唱《Mix Nights》、中西與奧田合唱《秋櫻》、 小川演唱《風起》、全員合唱《茜色的約定》                                                                       | 秋櫻                           | 中西阿爾諾、奧田伊呂波                                                 |          |
| 30   | 11月15日      | 秋季名曲SP！3期生伊藤理理杏與五百城合唱《Mix Nights》、中西與奧田合唱《秋櫻》、 小川演唱《風起》、全員合唱《茜色的約定》                                                                       | Mix Nights                     | 五百城茉央、伊藤理理杏                                                 |          |
| 30   | 11月15日      | 秋季名曲SP！3期生伊藤理理杏與五百城合唱《Mix Nights》、中西與奧田合唱《秋櫻》、 小川演唱《風起》、全員合唱《茜色的約定》                                                                       | 茜色的約定                     | 全員                                                                   |          |
| 31   | 11月22日      | 立川俊之合唱《最重要的事》、奧田與富里合唱《然後我陷入了迷惘》、 五百城與小川合唱YOASOBI的《向夜晚奔去》、井上演唱《1986年的瑪麗蓮》                                                           | 向夜晚奔去                     | 五百城茉央、小川彩                                                     |          |
| 31   | 11月22日      | 立川俊之合唱《最重要的事》、奧田與富里合唱《然後我陷入了迷惘》、 五百城與小川合唱YOASOBI的《向夜晚奔去》、井上演唱《1986年的瑪麗蓮》                                                           | 1986年的瑪麗蓮                 | 井上和                                                                 |          |
| 31   | 11月22日      | 立川俊之合唱《最重要的事》、奧田與富里合唱《然後我陷入了迷惘》、 五百城與小川合唱YOASOBI的《向夜晚奔去》、井上演唱《1986年的瑪麗蓮》                                                           | 最重要的事                     | 池田瑛紗、一之瀨美空、岡本姬奈、菅原咲月、川崎櫻、中西阿爾諾、立川俊之 |          |
| 31   | 11月22日      | 立川俊之合唱《最重要的事》、奧田與富里合唱《然後我陷入了迷惘》、 五百城與小川合唱YOASOBI的《向夜晚奔去》、井上演唱《1986年的瑪麗蓮》                                                           | 然後我陷入了迷惘               | 奧田伊呂波、富里奈央、立川俊之                                         |          |
| 32   | 11月29日      | 中西圭三合唱《無法成眠的思念》與《為了即將誕生的孩子們》、 五百城與奧田首次彈唱演出《オズ畠中原創歌曲》、川崎演唱《BE TOGETHER》                                                               | BE TOGETHER                    | 川崎櫻                                                                 |          |
| 32   | 11月29日      | 中西圭三合唱《無法成眠的思念》與《為了即將誕生的孩子們》、 五百城與奧田首次彈唱演出《オズ畠中原創歌曲》、川崎演唱《BE TOGETHER》                                                               | 無法成眠的思念                 | 井上和、中西圭                                                         |          |
| 32   | 11月29日      | 中西圭三合唱《無法成眠的思念》與《為了即將誕生的孩子們》、 五百城與奧田首次彈唱演出《オズ畠中原創歌曲》、川崎演唱《BE TOGETHER》                                                               | 為了即將誕生的孩子們           | 五百城茉央、中西圭                                                     |          |
| 33   | 12月6日       | 冬季歌曲SP！3期生中村麗乃與全員合唱《愛到連雪場都要融化》、池田演唱《Snow halation》、 一之瀨與川崎合唱《衝浪天堂、滑雪天堂》、富里演唱《寫在雪中的情書》                                      | 愛到連雪場都要融化             | 出演者全員                                                             |          |
| 33   | 12月6日       | 冬季歌曲SP！3期生中村麗乃與全員合唱《愛到連雪場都要融化》、池田演唱《Snow halation》、 一之瀨與川崎合唱《衝浪天堂、滑雪天堂》、富里演唱《寫在雪中的情書》                                      | 衝浪天堂 滑雪天堂              | 一之瀨美空、川崎櫻                                                     |          |
| 33   | 12月6日       | 冬季歌曲SP！3期生中村麗乃與全員合唱《愛到連雪場都要融化》、池田演唱《Snow halation》、 一之瀨與川崎合唱《衝浪天堂、滑雪天堂》、富里演唱《寫在雪中的情書》                                      | 寫在雪中的情書                 | 富里奈央                                                               |          |
| 33   | 12月6日       | 冬季歌曲SP！3期生中村麗乃與全員合唱《愛到連雪場都要融化》、池田演唱《Snow halation》、 一之瀨與川崎合唱《衝浪天堂、滑雪天堂》、富里演唱《寫在雪中的情書》                                      | Snow halation                  | 池田瑛紗、中村麗乃                                                     |          |
| 34   | 12月13日      | 辛島美登里登場！與小川合唱《Silent Eve》、富里演唱《Candy》、 奧田吉他自彈自唱《總有一天》、公開童年（秘）照片②                                                                                | 總有一天                       | 奧田伊呂波                                                             |          |
| 34   | 12月13日      | 辛島美登里登場！與小川合唱《Silent Eve》、富里演唱《Candy》、 奧田吉他自彈自唱《總有一天》、公開童年（秘）照片②                                                                                | Silent Eve                     | 小川彩、辛島美豋                                                       |          |
| 34   | 12月13日      | 辛島美登里登場！與小川合唱《Silent Eve》、富里演唱《Candy》、 奧田吉他自彈自唱《總有一天》、公開童年（秘）照片②                                                                                | Candy                          | 富里奈央、辛島美豋                                                     |          |
| 35   | 12月20日      | 聖誕歌曲SP！4期生筒井登場！與小川合唱《在遙遠城市的某個角落…》、井上與川﨑合唱《美好的假期》、 全員合唱《Happiness》、組曲演出《慌慌張張的聖誕老人》與《聖誕老人進城來》                       | 慌慌張張的聖誕老人             | 出演者全員                                                             |          |
| 35   | 12月20日      | 聖誕歌曲SP！4期生筒井登場！與小川合唱《在遙遠城市的某個角落…》、井上與川﨑合唱《美好的假期》、 全員合唱《Happiness》、組曲演出《慌慌張張的聖誕老人》與《聖誕老人進城來》                       | 聖誕老人進城來                 | 出演者全員                                                             |          |
| 35   | 12月20日      | 聖誕歌曲SP！4期生筒井登場！與小川合唱《在遙遠城市的某個角落…》、井上與川﨑合唱《美好的假期》、 全員合唱《Happiness》、組曲演出《慌慌張張的聖誕老人》與《聖誕老人進城來》                       | 美好的假期                     | 井上和、川崎櫻                                                         |          |
| 35   | 12月20日      | 聖誕歌曲SP！4期生筒井登場！與小川合唱《在遙遠城市的某個角落…》、井上與川﨑合唱《美好的假期》、 全員合唱《Happiness》、組曲演出《慌慌張張的聖誕老人》與《聖誕老人進城來》                       | 在遙遠城市的某個角落…          | 小川彩、筒井彩萌                                                       |          |
| 35   | 12月20日      | 聖誕歌曲SP！4期生筒井登場！與小川合唱《在遙遠城市的某個角落…》、井上與川﨑合唱《美好的假期》、 全員合唱《Happiness》、組曲演出《慌慌張張的聖誕老人》與《聖誕老人進城來》                       | Happiness                      | 出演者全員                                                             |          |
| 36   | 2023年1月10日 | 久寶留理子登場！菅原與中西合唱《男》、井上演唱《WOMAN》、 五百城與富里合唱《魔法的話語》、一之瀨與小川合唱《冬之歌》、公開池田與中西的事前拍攝（秘）振袖照片！                                 | 魔法的話語                     | 五百城茉央、富里奈央                                                   |          |
| 36   | 2023年1月10日 | 久寶留理子登場！菅原與中西合唱《男》、井上演唱《WOMAN》、 五百城與富里合唱《魔法的話語》、一之瀨與小川合唱《冬之歌》、公開池田與中西的事前拍攝（秘）振袖照片！                                 | 冬之歌                         | 一之瀨美空、小川彩                                                     |          |
| 36   | 2023年1月10日 | 久寶留理子登場！菅原與中西合唱《男》、井上演唱《WOMAN》、 五百城與富里合唱《魔法的話語》、一之瀨與小川合唱《冬之歌》、公開池田與中西的事前拍攝（秘）振袖照片！                                 | 「男」                         | 菅原咲月、中西阿爾諾、久寶留理子                                       |          |
| 36   | 2023年1月10日 | 久寶留理子登場！菅原與中西合唱《男》、井上演唱《WOMAN》、 五百城與富里合唱《魔法的話語》、一之瀨與小川合唱《冬之歌》、公開池田與中西的事前拍攝（秘）振袖照片！                                 | WOMAN                          | 井上和、久寶留理子                                                     |          |
| 37   | 1月17日       | 鶴久政治登場！池田與奧田合唱《悲傷又嫉妒》、菅原演唱， 岡本以自創編舞演出《雪花 》、全員合唱《Song for U.S.A.》                                                                                | 雪花                           | 岡本姬奈、菅原咲月                                                     |          |
| 37   | 1月17日       | 鶴久政治登場！池田與奧田合唱《悲傷又嫉妒》、菅原演唱， 岡本以自創編舞演出《雪花 》、全員合唱《Song for U.S.A.》                                                                                | 悲傷又忌妒                     | 池田瑛紗、奧田伊呂波、鶴久政治                                         |          |
| 37   | 1月17日       | 鶴久政治登場！池田與奧田合唱《悲傷又嫉妒》、菅原演唱， 岡本以自創編舞演出《雪花 》、全員合唱《Song for U.S.A.》                                                                                | Song for U.S.A.                | 出演者全員                                                             |          |
| 38   | 1月24日       | 4期生與5期生舉辦「乃木明星歌合戰」！Pekopa登場！4期生演唱《戀愛熱線6700》、 5期生演唱《青與夏》、賀喜演唱《1/2的神話》、菅原演唱《GLAMOROUS SKY》                                              | 戀愛熱線6700                   | 4期生全員                                                              |          |
| 38   | 1月24日       | 4期生與5期生舉辦「乃木明星歌合戰」！Pekopa登場！4期生演唱《戀愛熱線6700》、 5期生演唱《青與夏》、賀喜演唱《1/2的神話》、菅原演唱《GLAMOROUS SKY》                                              | 青與夏                         | 5期生全員                                                              |          |
| 38   | 1月24日       | 4期生與5期生舉辦「乃木明星歌合戰」！Pekopa登場！4期生演唱《戀愛熱線6700》、 5期生演唱《青與夏》、賀喜演唱《1/2的神話》、菅原演唱《GLAMOROUS SKY》                                              | 1/2的神話                      | 賀喜遙香 wish Super-Yanchanzu                                          |          |
| 38   | 1月24日       | 4期生與5期生舉辦「乃木明星歌合戰」！Pekopa登場！4期生演唱《戀愛熱線6700》、 5期生演唱《青與夏》、賀喜演唱《1/2的神話》、菅原演唱《GLAMOROUS SKY》                                              | GLAMOROUS SKY                  | 菅原咲月 wish 紅襪隊                                                   |          |
| 39   | 1月31日       | 4期生與5期生舉辦「乃木明星歌合戰」！開場特別組曲、清宮演唱《Wonder Boogie》、 池田、一之瀨、遠藤、柴田與筒井合唱《無法出現的紅心王牌》、全員合唱《瑠璃色的地球》                               | 開場特別舞曲                   | 出演者全員                                                             |          |
| 39   | 1月31日       | 4期生與5期生舉辦「乃木明星歌合戰」！開場特別組曲、清宮演唱《Wonder Boogie》、 池田、一之瀨、遠藤、柴田與筒井合唱《無法出現的紅心王牌》、全員合唱《瑠璃色的地球》                               | Wonder Boogie                  | 清宮玲 wish 乃木坂明星舞團                                             |          |
| 39   | 1月31日       | 4期生與5期生舉辦「乃木明星歌合戰」！開場特別組曲、清宮演唱《Wonder Boogie》、 池田、一之瀨、遠藤、柴田與筒井合唱《無法出現的紅心王牌》、全員合唱《瑠璃色的地球》                               | 無法出現的紅心王牌             | 池田瑛紗、一之瀨美空、小川彩、遠藤櫻、柴田柚菜                         |          |
| 39   | 1月31日       | 4期生與5期生舉辦「乃木明星歌合戰」！開場特別組曲、清宮演唱《Wonder Boogie》、 池田、一之瀨、遠藤、柴田與筒井合唱《無法出現的紅心王牌》、全員合唱《瑠璃色的地球》                               | 春一番                         | 池田瑛紗、一之瀨美空、小川彩、遠藤櫻、柴田柚菜                         |          |
| 39   | 1月31日       | 4期生與5期生舉辦「乃木明星歌合戰」！開場特別組曲、清宮演唱《Wonder Boogie》、 池田、一之瀨、遠藤、柴田與筒井合唱《無法出現的紅心王牌》、全員合唱《瑠璃色的地球》                               | 瑠璃色的地球                   | 出演者全員                                                             |          |
| 40   | 2月7日        | 淚水滿溢的最終回！一之瀨＆井上＆奥田＆菅原《my graduation》、 池田＆岡本＆小川＆川崎＆冨里《朋友啊～今後也一直…》、奥田人生首次作詞作曲！、全員合唱《啟程的那一天…》                           | My graduation                  | 一之瀨美空、井上和、奧田伊呂波、菅原咲月                               |          |
| 40   | 2月7日        | 淚水滿溢的最終回！一之瀨＆井上＆奥田＆菅原《my graduation》、 池田＆岡本＆小川＆川崎＆冨里《朋友啊～今後也一直…》、奥田人生首次作詞作曲！、全員合唱《啟程的那一天…》                           | 朋友啊～ 今後也一直…           | 池田瑛紗、岡本姬奈、小川彩、川崎櫻、富里奈央                           |          |
| 40   | 2月7日        | 淚水滿溢的最終回！一之瀨＆井上＆奥田＆菅原《my graduation》、 池田＆岡本＆小川＆川崎＆冨里《朋友啊～今後也一直…》、奥田人生首次作詞作曲！、全員合唱《啟程的那一天…》                           | Dear／啟程的那一天…            | 出演者全員                                                             |          |

## 播放時間
| 播放日期                    | 播放時間                          | 播放局       | 播放區域 | 備註   |
| --------------------------- | --------------------------------- | ------------ | -------- | ------ |
| 2022年4月26日—2023年2月7日  | 星期二 01:29－01:59（星期一深夜） | 日本電視台   | 關東地方 | 製作局 |
| 2022年5月5日—2023年2月16日  | 星期四 00:59－01:29（星期三深夜） | 宮城電視台   | 宮城縣   |        |
| 2022年5月8日—2023年2月20日  | 星期日 02:00－02:30（星期六深夜） | 福岡放送     | 福岡縣   |        |
| 2022年5月11日—2023年2月15日 | 星期三 00:59－01:29（星期二深夜） | TV新潟放送網 | 新潟縣   |        |

## 相關商品

### 新·乃木坂明星誕生！Blu-ray
| #       | 發售日期       | 編號       | 版本標題                            | 型態    | 收入特典                                   | 收錄映像 |
| vap發行 | vap發行        | vap發行    | vap發行                             | vap發行 | vap發行                                    | vap發行 |
| ------- | -------------- | ---------- | ----------------------------------- | ------- | ------------------------------------------ | --- |
| 1       | 2023年1月23日  | VPXF-72026 | 新·乃木坂明星誕生！第1卷Blu-ray BOX | 限定版  | 寫真冊 40頁・隨機封入原創照片3張（共11種） | 製作花絮、未公開影像・新·乃木坂星誕生！5期生的挑戰 #01～#10                                                                                             |
| 2       | 2023年5月12日  | VPXF-72027 | 新·乃木坂明星誕生！第2卷Blu-ray BOX | 限定版  | 寫真冊 40頁・隨機封入原創照片3張（共11種） | 製作花絮、未公開影像、新·乃木坂星誕生！LIVE製作花絮影片（橫濱公演）、新·乃木坂星誕生！LIVE幕間影像「JESU-1大賽」、新·乃木坂星誕生！5期生的挑戰 #11～#20 |
| 3       | 2023年8月4日   | VPXF-72028 | 新·乃木坂明星誕生！第3卷Blu-ray BOX | 限定版  | 寫真冊 40頁・隨機封入原創照片3張（共11種） | 製作花絮、未公開影像、SHOWROOM「5期生初次談話！」、新·乃木坂星誕生！5期生的挑戰 #21〜#30                                                                |
| 4       | 2023年11月10日 | VPXF-72029 | 新·乃木坂明星誕生！第4卷Blu-ray BOX | 限定版  | 寫真冊 40頁・隨機封入原創照片3張（共11種） | 製作花絮、未公開影像、5期生特別訪談、SHOWROOM「5期生初次談話！」（第11〜20集）、新·乃木坂星誕生！5期生的挑戰 #31〜#40                                   |

## 相關活動
- 新·乃木坂明星誕生！LIVE（2022年12月5日－6日，皮亞競技場MM／12月18日，世界紀念館）[38]

## 外部連結
- 新·乃木坂明星誕生！官方網站－日本電視台
- 新·乃木坂明星誕生！的X（前Twitter）（2022年4月26日—）
- 新·乃木坂明星誕生！－ Hulu